# Battleblock Theater
BattleBlock Theater ist ein Jump-and-Run-Spiel, das von The Behemoth entwickelt wurde. Es erschien am 3. April 2013 für Xbox 360 und am 15. Mai 2014 für Windows.

## Handlung
Am Anfang des Spiels unternehmen der Spieler, Hatty Hattington und viele weitere Freunde eine Reise in einem Schiff. Doch es zieht ein großer Sturm auf und das Schiff landet auf einer mysteriösen Insel, die von intelligenten Katzen bewohnt wird. Im Laufe des Spiels versucht der Spieler Hatty Hattington, der von den Kätzchen zum Chef des Battleblock Theaters ernannt wird, zu befreien. Dazu muss er verschiedene Level schaffen, die im Theater als Attraktionen dienen. Als der Spieler Hatty am Ende befreit, bewegt und blinzelt dieser nicht mehr und wird vom Erzähler ein „Gemüse“ genannt. Ein großer grüner Strahl bricht aus dem Hut aus, von dem Hatty Hattington besessen ist aus, als dieser seinen Kopf wieder berührt, nachdem Hatty und Hut aus dem vom Abschlusslied tanzende Schiff geworfen werden.

## Entwicklung
Das Spiel wurde zum ersten Male auf dem Tokyo International Anime Festival in 2009 unter dem Namen "Game #3" gezeigt. Diesen Codenamen trug es, da es das 3. Spiel von The Behemoth ist. Der Erzähler im Spiel (in der deutschen Version mit Untertiteln versehen) ist Will Stamper. Am 4. März 2014 wurde bekannt gegeben, dass eine Steam-Version in Entwicklung ist und eine Closed-Beta vom 31. März bis 6. April stattfindet. Die Steam-Version entspricht größtenteils der Xbox-Version, mit dem Unterschied, dass einige Steamfeatures unterstützt werden (Steam Workshop & Steam Inventory), es neue Katzengegner im Storymodus, sowie die Möglichkeit eine sekundäre Waffe auszuwählen, gibt. Die PC-Version erschien am 15. Mai 2014.

## Bewertung
Battleblock Theater wurde hauptsächlich gut bewertet, vor allem wegen des Humors und der Mehrspielerfeatures. So hat es einen Metacritic-Score von 85, Netzwelt gab dem Spiel ein „Sehr gut“, 4Players gab dem Spiel eine 87-%-Wertung.